# Gdy śliczna Panna
Gdy śliczna Panna – polska kolęda. Autor słów i melodii jest nieznany. Słowa i melodia pochodzą z początku XVIII w. Często zamieszczano ją w XVIII-wiecznych rękopisach, a później w XIX-wiecznych drukach. Pieśń ta była bardzo popularna swego czasu, zwłaszcza w klasztorach żeńskich. Najstarszy zachowany rękopis pochodzący z początku XVIII w. znajduje się w zbiorach Biblioteki Jagiellońskiej.

## Zapis nutowy
Źródło: Najstarsze polskie kolędy z nutami. 1940, s. 16. OCLC 9802456173.